# Nombre afgano
Afganistán, al ser un país musulmán, es uno de los pocos estados que no hacen uso frecuente de los apellidos. Usan prefijos y sufijos para ser distinguidos unos de otros. Otra forma que usan para distinguirse, es sufijando el nombre del distrito, ciudad, pueblo, y villa al nombre de pila.

## Orden del Nombre
Como los árabes convirtieron el país al islam (véase History of Arabs in Afghanistan y Afghan-Arabs), la mayor parte de los nombres de los afganos son del origen lingüístico árabe. Muchos afganos también utilizan nombres en su lenguajes nativos, especialmente pashto y persa. Nombres de pilas persas son también común porque persa es el lenguaje de la mayoría de los iraníes quien son musulmanes parecido la mayor parte de afganos y Afganistán usa dos dialectos persas: dari, una de las dos lenguas oficiales de la nación, y hazara, la lengua de los hazaras, un grupo étnico persa viviendo en Afganistán.

## Títulos del respeto, prefijos y sufijos
El título común sumamente del respeto de los afganos es Khan, utilizado por pastunes y sufijado a un nombre de pila. Otros títulos, prefijos, y sufijos comunes a la mayoría de musulmanes, son Khawaja, Ayatollah, Imam, Dervish, Mullah (Mawlà), Hajji, Pasha, Sheikh, y Sayed/Syed (variaciones incluyen Sharif, Shah Agha, Saab Pashto, Mir, y Mirza).

## Glosario de Nombres Afganos
| Femeninos A Aahoo: gacela Aaqila: inteligente Aaseya: el nombre de madre de Musa Adeeba: intelectual Adela: razonable Afsana: cuento Afshin Afzal: más bueno Aisha Amal: amigo Amatallah: esclava de Alá, esclava de Dios, servidora de Alá, servidora de Dios Amina: honrada, fiel, vera Amira, Emira: princesa Anjuman Arezo: deseo, esperanza Aryana: aria, nombre viejo de Afganistán Asifa: pura, limpia Asmaa B Baasima: Literalmente, quiere decir "sonriente". Badra: Romántico y místico nombre que significa "luna llena". Bashira: De origen islámico, hace referencia a una mujer portadora de buenas noticias. Behesta: paraíso Belqees Benafsha: una flor D Darya: mar Deeba: seda Deeva Delshad/Dilshad: corazón feliz, alegre Duniya: mundo Duria; brillanta Durkhanay Daira: amiga F Faheema: inteligente, escolar Farah: gloria Fareeda: única Farhat: bienaventuranza Fariba: hipnotizando, seduciendo Farishta: ángel Farkhunda: afortunada, feliz Farsiris: princesa Farzana: sabia Fatana: hipnotizando Fátima: joven camella Forozan: vivida fowzia: victoriosa Freshta: ángel G Geeti: mundo Ghazal: poema Ghazali: gacela Gulalai: espléndido Gulzar: jardín de la rosa H Haleema: simpática Hadeeqa: jardín Hamasa: bella, hermosa Hawwa: Eva Helai: pato Hosai: ciervo Huma: una paloma rara Husna: hermosura I Iffat: honor J Jameela: hermosa, bella (derivativo pashto de la palabra árabe Jamila o Yamila) Jamileh: hermosa, bella (derivativo persa de la palabra árabe Jamila o Yamila) K Khalida: eterno Khatera: memoria Khorsheed: sol Khujesta: real L Laila, Leila, Lailee: noche Lailuma: luz brillo de la luna Leeda: gloria Lona: feliz M Madina: santa ciudad de Arabia Saudita Mahira: experta Mahkameh: dulce vida Malika: reina Marghalara: perla Mariam: María Mezghaan: pestaña Mina: amor Morwarid: perla Moska: sonrisa N Najma: estrella Najla: niña Nargess, Nargis: narciso Nasrin: rosa campestre Nazaneen, Nazanin: hermosa, bella, delicada Negin: peña preciosa Nika Neloofar, Nilofer, Niloofar, Niloufar: nenúfar Nina Nusheen: dulce P Pareesa: hada Parveen: estrellas luminosas colectivas Parwana: mariposa Payeez: otoño Q Qudsia: virtuosa Qamar: luna R Ra’ana: atractiva Rabia: primavera Rahela: caravana Razia: elegida, feliz Rona: luz Roya: dulce (sueño) S Sahar, Sahara: alba Saira: paloma Salma: paz, calma Samira: amiga entendienda Sanaz: única Seema: cara Sepideh: alba, amanecer Setareh: estrella Shakira: agradecida Shirin Shoreh: famosa Simin: argentino, plateado Soraya: rica, princesa Spoughmai: sol Suri: roja, celebración, fiesta, reunión feliz T Tahira: pura, limpia Tamana: deseo Tooba: un árbol en cielo V Vida: evidente, obvia, pequeña, W Wafa: lealtad Wajiha: gloriosa, hermosa Wajma: brisa de la mañana Wasima: buena, hermosa Y Yadira: valiosa, conveniente Yalda: noche oscura Yasmin, Yasmina, Yasmine, Yasameen: jazmín Z Zahra: radiante Zarafshaan: brillo áureo Zarmeena: valioso Zeba: hermosa Zoraida - mujer encantada Zuleika - brillante y bella Zuleikha - una radiante | Masculinos A Aadel, Adel: razonable Abbas: austero Abdul Aziz: esclavo del querido, servidor del querido Abdulhamid: esclavo de digno de alabanza, servidor de digno de alabanza Abdullah: Abdalá; esclavo de Alá, esclavo de Dios, servidor de Alá, servidor de Dios Abdurrahman: esclavo de misericordioso, servidor de misericordioso Abdurrashid: esclavo del todopoderoso, esclavo del valiente, servidor del todopoderoso, servidor del valiente Adeeb: intelectual Ahmad: superior, más grande Akbar: grande, significante Ala: nobleza Aladdin, Ala-ad-Din: Aladino; nobleza de la fe Alí: alto, noble Allah Muhammad: Mahoma toca a Alá Amin: honrado, fiel, vera Amir, Emir: príncipe Amjad: grande, noble Anas Aryan: ario Aziz: querido B Badee: inventor Bahadur: atrevido, valiente Bahram: victoria Bakar Bakhtash Baryalai: próspero Bashir: uno quien trae noticias buenas Binyamin: Benjamín Brishna: luz D Dariush, Daryush: Darío Dawood: David Dilawar: valiente E Elhaam: mensaje de Alá o Dios a los humanes Elyaas: Elías Emad: pilar, suporta Enayat: generosidad Eqbal: destino, fortuna, suerte Esmat: dignidad, orgullo F Fadel (Fadal); superabundante Fadil Fadl Fadlan Fadlo Faisal: juez Fardeen: primavera Fareed: único Farukh: feliz Farzaad: espléndido Fateh: conquistador Ferdows, Firdaus, Firdausi: paraíso Furhan: feliz G Gulzar: jardín de la rosa H Habib Haidar, Haider, Heydar: león Hamid: digno de alabanza Haroon: Aarón Hasan, Hassan, Husayn, Hussein: bueno Hedayat: guía Humayoon: afortunado Hamed Hameda I Ibrahim: Abraham Idris: Enoc Isa, Issah: Jesús (el nombre original e islámico) Ismail: Ismael Israil: Israel J Jabbar: cruel Jahid Jaleel: respetado Jamaal: hermosura Jamil: guapo K Kambiz Kamran: afortunado Karim: generoso Khosrau: con reputación buena Khurshid: sol M Malik: rey Mansur: victorioso por socorro divino Massoud: derivativo persa y pashto de "Mas'ud", afortunado Mateen: paciente Mikhail: Miguel Mohsin: hombre caritativo Muhammad Mujtaba: el elegido Mustafa: el elegido Musa: Moisés N Nabi: profeta Nadeem: compañero Nader: raro Najam: estrella Naqeeb: superior, jefe del tribu Naseer, Nasir: sostén Naveed: buenas noticias, llevador de las buenas noticias, superiores deseos O Omar: vida, primero hijo Omed: esperanza, aspiración Onai: un cerro en Afganistán Orang: sabiduría Orbalaye: fuego P Parviz, Pervez: afortunado, feliz Pashtana: pastún Pazhwaak: voz Pirooz: victorioso Poya: curioso Q Qader, Qadir: todopoderoso Qais Qaseem: fortuna, suerte Qasim: uno quien divide Qayoom: eterno R Rahim, Rahman: misericordioso Ramin Raouf: generoso Rashid: todopoderoso, valiente Reza, Riza: permiso Rishaad: raro S Said; Feliz, resplandor Sahid; Afortunado Sakhee: generoso Sami: elevado Samir: amigo entendiendo Shadkaam: triunfante Shahab: brillante estrella ese alumbra en los cielos, meteoro, estrella fugaz Shaheen: águila Shahnaz: orgullo del rey Shahrazad: persona de la ciudad Shapur, Shahpur, Sharpur: Sapor, hijo del rey Shahjahan: rey del mundo Shahrokh: proyección lada de la cara del rey Shahzad: hijo del rey Shakir: agradecido Sharif: noble, respetado Shekaib: paciente Shoaib: Jethro Suleiman: Salomón T Tariq Taher, Tahir: puro, limpio Temor: uno Torialaye: valiente W Waleed: Recién nacido Waheed, Wahid, Vahid: único Wali: amigo U `Ubaydallah, `Ubaidallah: Abdías; esclavo joven de Alá, esclavo joven de Dios, servidor joven de Alá, servidor joven de Dios Y Yaqub: Jacobo Yama Younes, Yunus: Jonás Yousef: José Z Zahir: obvio Zakariya: Zacarías Zaki: inteligente Zakir Zameer: conciencia Zeeshan: poseedor del estado alto Zia: luz Zmarai: león Zubair |